# دائرة العلمة
دائرة العلمة/ ⵍⵄⴰⵍⵎⴰ هي دائرة جزائرية بولاية سطيف.

## البلديات التابعة
تشرف دائرة العلمة على ثلاثة بلديات :
- العلمة : 155038 نسمة (2008)
- بازر الصخرة : 27.996 نسمة (2008)
- القلتة الزرقاء :15.472 نسمة (2008)

## قائمة المراجع
1. ↑  "ولاية سطيف : توزيع السكان المقيمين من الأسر العادية والجماعية حسب بلدية الإقامة والتشتت" (PDF). مؤرشف من الأصل (PDF) في 2018-07-23. اطلع عليه بتاريخ 2019-10-25.. بيانات التعداد العام للسكان والمساكن لعام 2008 على الموقع الإلكتروني للديوان الوطني للإحصائيات..
2. ↑  "العلمة اكبر دائرة في ولاية سطيف..ادخل لتتعرف عليها". pubarab.ahlamontada.com. مؤرشف من الأصل في 2019-10-25. اطلع عليه بتاريخ 2019-10-25.
3. ↑  "العلمة ، رئيس الدائرة يمنح عشرات السكنات تحت الطاولة و الولاية تصادق". صوت سطيف (بالفرنسية). Archived from the original on 2019-10-25. Retrieved 2019-10-25.
4. ↑  Utilisateur، Super. "بلدية العلمة في الواجهة". Ministère de l'Intérieur et de Collectivités locales. مؤرشف من الأصل في 2019-03-11. اطلع عليه بتاريخ 2019-10-25.
5. ↑  "wilayasetif.dz". مؤرشف من الأصل في 22 أبريل 2019. اطلع عليه بتاريخ 25/10/2019. {{استشهاد ويب}}: تحقق من التاريخ في: |تاريخ الوصول= (مساعدة)
6. ↑  "المرسوم التنفيذي رقم 91/306، المؤرخ في 24 أوت 1991، الذي يحدد قائمة البلديات التي ينشطها كل رئيس دائرة" (PDF) ع. 41. 04 سبتمبر 1991: 1586. مؤرشف من الأصل (PDF) في 2019-10-25. اطلع عليه بتاريخ 2019-10-25. {{استشهاد بدورية محكمة}}: الاستشهاد بدورية محكمة يطلب |دورية محكمة= (مساعدة)صيانة الاستشهاد: التاريخ والسنة (link)